# Alan Murphy
Alan Murphy, né le 28 novembre 1953 et mort le 19 octobre 1989, est un guitariste britannique de rock et de jazz-rock, surtout connu pour ses collaborations avec Kate Bush , Go West , SFX et Scritti Politti.
En 1988, il rejoint le groupe Level 42 en tant que membre permanent, et ce, jusqu'à son décès, en 1989, résultant d'une pneumonie liée à sa contamination par le virus du SIDA. Il a également enregistré les solos de guitare sur les deux premiers albums de Mike + The Mechanics, dont le hit single "Silent Running" .